# Кациры
Каци́ры (укр. Каціри) — посёлок при промышленном предприятии, расположенный на территории Бахмачского района Черниговской области (Украина).
Население составляет 13 жителей (2006 год). Плотность населения — 166,67 чел/кв.км.
Впервые упоминается в 1650 году.
Посёлок Кациры находится примерно в 23 км к северу от центра города Бахмач. Средняя высота населённого пункта — 120 м над уровнем моря. Посёлок находится в зоне умеренно континентального климата.
Национальный состав представлен преимущественно украинцами, конфессиональный состав — христианами.